# ヴァルダス・ダンブラウスカス
ヴァルダス・ダンブラウスカス（Valdas Dambrauskas、1977年1月7日 - ）は、リトアニア・パクルオイス出身のサッカー指導者。

## 指導者経歴
2002年、当時25歳だったダンブラウスカスは渡英し、ロンドン・メトロポリタン大学にてスポーツ科学やコーチング技術について学び、UEFA Bライセンスを取得した。大学卒業後はマンチェスター・ユナイテッドFCなどのアカデミーで指導にあたり、2007年にイングランド9部リーグ所属のキングスバリー・ロンドン・タイガースの監督に就任した。また、ロンドン・タイガース在籍時にU-17リトアニア代表監督も兼任した。
2010年12月、昨シーズンのAリーガ覇者であるFKエクラナス・パネヴェジースにアシスタントコーチとして雇われた。また、2011年から1年間はU-19リトアニア代表も兼任する。
2014年12月17日、ジャルギリス・ヴィルニウスへの監督就任が発表された。ジャルギリスでは2015, 2016シーズンとリーグ2連覇を達成し、カップ戦では3連覇を果たした。
2017年12月6日、隣国ラトビアのFK RFSに移り、監督として3年契約を結んだ。
2020年2月25日、クロアチアのHNKゴリツァがダンブラウスカスの監督就任を公表した。ゴリツァでの初のフルシーズンとなった2020-21シーズンは、開幕4連勝を達成し、一時はクロアチア1部リーグにおいて首位を走るなど好調を維持し、ウィンターブレイク直前の順位はUEFA大会出場圏内の3位だった。
2021年1月3日、ルドゴレツ・ラズグラドがHNKゴリツァに違約金を支払ってダンブラウスカスを引き抜いた。ルドゴレツではリーグ10連覇となるタイトルを獲得した。
2021年11月2日、ハイドゥク・スプリトの監督に就任した。2021-22シーズンの途中就任ではあったが、リーグ戦2位に加えてフルヴァツキ・ノゴメトニ・クプ優勝を果たした。翌シーズン開幕後の9月12日、クラブから解任を言い渡された。

## タイトル

### 監督
ジャルギリス
- Aリーガ : 2回 (2015, 2016)
- リトアニア・カップ : 3回 (2014-15, 2015-16, 2016)
- リトアニア・スーパーカップ : 3回 (2015, 2016, 2017)

RFS
- ラトビア・カップ : 1回 (2019)

ルドゴレツ・ラズグラド
- ブルガリア1部リーグ : 1回 (2020-21)

ハイドゥク・スプリト
- フルヴァツキ・ノゴメトニ・クプ : 1回 (2021-22)

### 個人
- リトアニア最優秀監督賞 : 1回 (2016)